# Csergő János
Csergő János (Budapest, 1920. szeptember 4. – Budapest, 1980. május 6.) vasesztergályos, politikus, postafőigazgató.

## Életpályája
1935-től 1940-ig esztergályos Romániában, 1940-től Budapesten az Oetl Antal Vasöntöde és Gépgyár Rt.-nál. 1945 és 1948 között a gyár üzemi bizottságának elnöke, majd az államosítástól (1948) igazgatója. 1948–1949 között a Magyar Postánál osztályvezető-helyettes, 1949. augusztus 6.–1950. augusztus 4. között postafőigazgató, közben a Pártfőiskola hallgatója. 
1950. augusztus 4-étől december 16-áig a Nehézipari Minisztérium, 1950. december 16-ától 1951. január 27-éig a Kohó- és Gépipari Minisztérium minisztériumi államtitkára, majd a kohó- és gépipari miniszter első helyettese (1951. január 27.–december 6.). 1952-ben a Magyar Dolgozók Pártja Központi Vezetőségének osztályvezetője, 1952–1953-ban a Minisztertanácsnál csoportvezető, 1953–1954-ben ismét az MDP KV osztályvezetője. 
1954. október 9.–1956. október 31. között, majd 1957. május 9-étől 1963. március 20-áig kohó- és gépipari miniszter. Parlamenti képviselő 1957 és 1967 között. 1963-tól nyugalomba vonulásáig (1977) a Ganz-MÁVAG Mozdony-, Vagon- és Gépgyár vezérigazgatója. 1954–1956-ban az MDP KV tagja, 1959-től az MSZMP KB póttagja, 1970–1980 között tagja.

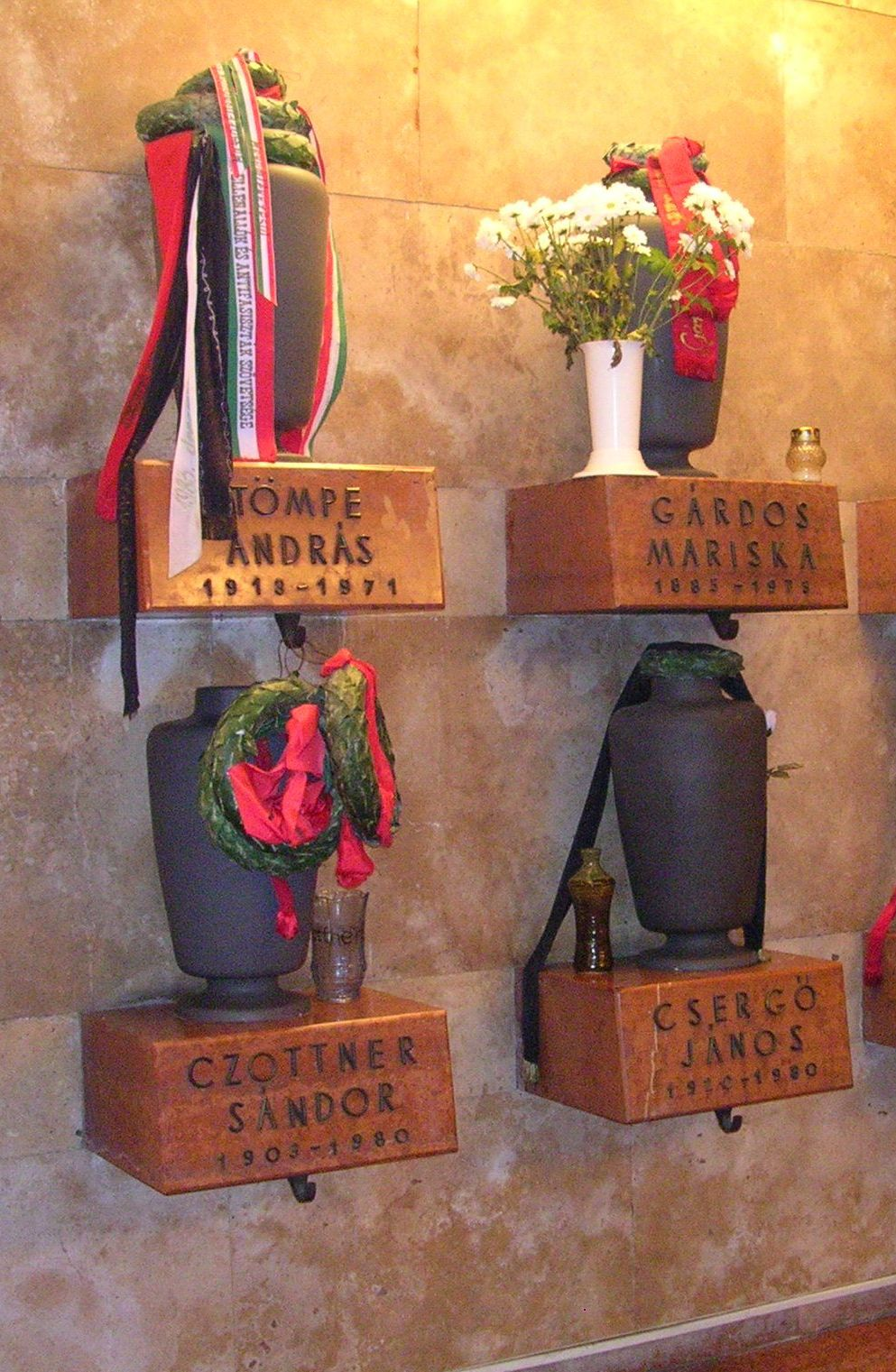
Urnája a Fiumei úti sírkert Munkásmozgalmi Panteonjában

## Művei
- 2. Magyar Gépipari Hét ünnepi előadásai Budapest, 1960. máj. 7-14.; rend. Gépipari Tudományos Egyesület / Csergő János: Ünnepi beszéd / Bakonyi Sebestyén Endre: A gépgyártás időszerű kérdései; Gépipari Tudományos Egyesület, Bp., 1960